# Pangako Sa 'Yo
Pangako Sa 'Yo är en filippinsk TV-serie som sändes på ABS-CBN från 13 november 2000 till 20 september 2002 med Jericho Rosales och Kristine Hermosa i huvudrollerna.

## Rollista (i urval)
- Kristine Hermosa som Yna Macaspac-Buenavista / María Amor de Jesus
- Jericho Rosales som Angelo Buenavista / Nathaniel de la Merced
- Eula Valdez som Amor de Jesus-Powers / Amor de Jesus-Buenavista
- Jean Garcia som Madam Claudia Zalameda-Buenavista / Claudia Zalameda-Barcial
- Tonton Gutierrez som Eduardo Buenavista
- Amy Austria-Ventura som Lourdes Magpantay-Buenavista
- Jestoni Alarcon som Diego Buenavista